# آلدا گاریدو
آلدا گاریدو (انگلیسی: Alda Garrido) یک هنرپیشه اهل برزیل است که در سال ۱۸۹۶ میلادی در سائوپائولو به دنیا آمد و در سال ۱۹۷۰ نیز درگذشت. وی در فیلم‌های گوناگونی ایفای نقش کرده است.